# Арракис

Планета Арракис и её спутники (кадр из фильма «Дюна», 1984 год)

Арракис (1-я слева) в числе ключевых планет вселенной Дюны (кадры из фильма «Дюна»)

Арракис (англ. Arrakis, позже Ракис англ. Rakis) — пустынная ключевая планета во вселенной Дюны, созданной американским писателем Фрэнком Гербертом. Название производится от араб. الراقص ‎ ar-rāqiṣ — «танцор»
; другой вариант перевода — «бродячий верблюд». Третья планета системы Канопуса. Имеет два спутника — Креллн и Арвон. Планета населена фрименами, приспособившимися к жизни в её суровом пустынном климате.
Во время правления падишах-императора Шаддама IV была забрана из владений дома Харконненов и передана во владения дому Атрейдесов. После воцарения на престоле Золотого льва падишах-императора Пола Муад'Диба Арракис стал столицей Империи.
В честь Арракиса 5 апреля 2010 года названа одна из равнин Титана, крупнейшего спутника Сатурна.
«Энциклопедия Дюны» выдвигает предположение, что когда-то третья луна Арракиса была уничтожена при столкновении с инородным телом, а её осколки упали на плодородную планету, вызвав сильнейшее изменение климата и атмосферы.

## Описание
Вся поверхность красно-оранжевой подобно Марсу планеты покрыта бесконечными пустынями, местами встречаются горные хребты, изрезанные многочисленными пещерами. На полюсах Дюны расположены ледяные шапки, что говорит о наличии на планете в прошлом воды, а следовательно, богатой растительности и животного мира. Небо Арракиса имеет серебристый цвет.

## Картография Арракиса
Карта приполярного района северного полушария впервые опубликована в 1967 году.
Отсчёт долготы ведётся от меридиана Наблюдательной Горы, высоты — от среднего уровня Великого Бледа.
- Арракин — первое поселение на планете, долгое время — её административная столица (местонахождение планетарного правительства).
- Барабанные пески — участки супесей, где наблюдается эффект значительного усиления звуков. Даже осторожные шаги по ним отзываются звуком, напоминающим барабанный бой.
- Барьерная Стена — горная цепь в северном полушарии, защищающая сравнительно небольшой регион от самых сильных проявлений кориолисовых бурь.
- Венцовая Стена — гребень Барьерной Стены, её второй ярус.
- Великий Блед (от арабск. «биляд» — «страна») — открытая плоскорельефная пустыня (в отличие от эргов — дюнных районов). Великий Блед раскинулся от 60° с.ш. до 70° ю.ш. Арракиса.
- Великая Равнина — обширная скальная впадина, постепенно сливающаяся с районами эргов. Примерно на 100 м выше уровня Бледа. На ней находится Соляная Котловина, открытая Пардотом Кинесом (отцом Лиет-Кинеса). Встречаются скалы, поднятые на высоту до 200 м (южнее ситча Табр — между ним и другими обозначенными ситчами) на уровнем равнины.
- Ветровой Перевал — проход в скалах, открывающийся в район впадинных деревень.
- Граница Червя — условная линия, ограничивающая с севера ареал песчаного червя. Сдерживающим фактором является влажность.
- Карфаг (англ. Carthage) — город примерно в 200 км к северо-востоку от Арракина, при Харконненах — административный центр планеты.
- Красный Провал — область 1582 м ниже уровня Бледа.
- Перевал Харг — известен стоящей над ним «Усыпальницей Головы Лето» (под курганом в высеченной в скале раке хранится череп герцога Лето Атрейдеса — отца Пола Муад’Диба).
- Полярная Впадина — область 500 м ниже уровня Бледа.
- Старое Ущелье, Старый Разлом — ущелье в Арракийской Барьерной Стене (до 2240 м, взорвано Муад’Дибом при штурме Арракина)
- Холмы — обширная пересечённая местность к востоку от Арракина.
- Шельф — каменистые окраины эргов, особенно, в предгорьях Барьерной Стены.
- Южные Пальмовые Рощи — около 40° ю. ш.

## Природа
Растительность на планете очень скудна и представлена в основном небольшими кустарниками, способными выжить в условиях пустыни. Фауна куда более разнообразна, хотя бо́льшая её часть была завезена на Дюну в рамках экологической программы Пардота Кайнза. Среди обитателей планеты можно встретить пустынных лис, фенеков, тушканчиков, мышей, зайцев, черепах, орлов, карликовых сов и арахнидов со скорпионами. Но главным и коренным жителем Арракиса был и остаётся Шаи-Хулуд — песчаный червь, источник кислорода и производитель Пряности.

### Климат
На Арракисе часто бывают бури. Обычно фронт ураганов достигает не менее шести-семи тысяч километров в ширину. Они подпитываются всем, что добавляет им мощи: кориолисовыми силами, другими бурями и всем, в чём есть хоть немного энергии. Они набирают скорость до семисот километров в час, захватывая с собой всё, что подвернётся: пыль, песок и прочее. Они срывают мясо с костей и расщепляют даже кости.

### Термины
- Кориолисова буря (англ. Coriolis storm) — любая крупная песчаная буря, когда скорость ветра на открытых равнинах увеличивается за счёт вращения планеты (силы Кориолиса), при этом его скорость может достигать 700 км/ч.
- Приливные провалы — крупные впадины, в течение столетий заполнявшиеся пылью, в которых наблюдаются пыльные (песчаные) приливы.
- Пыльная яма, пыльный провал — любая глубокая расщелина или впадина в пустынях, заполненная мелкой пылью и на вид неотличимая от окружающей поверхности. Достаточно глубокие ямы смертельно опасны, т.к. провалившись в них жертва задыхается. Крупные ямы. называются также приливными провалами.
- Соломенец — источник в пустыне (влажные пески), достаточно мощный, чтобы воду можно было высасывать через соломинку.
- Чаша, котловина — котловина, впадина, образовавшаяся при оседании почвы. На планетах, где имеется достаточно воды, такие провалы обычно образуются вследствие карста, или остаются на месте высохших водоемов. Население Арракиса считает (но это не доказано), что на планете есть по крайней мере одна крупная Чаша, где когда-то была открытая вода.
- Эль-Саяль (арабск. «текущий», иногда «дождь») — «песчаный дождь», пыль, падающая со средней высоты 2 км, куда её поднимают кориолисовы бури. Эль-Саяли часто приносят в нижние слои атмосферы и к поверхности влагу.